# Лясковський Юрій Миколайович
Юрій Миколайович Лясковський (29 жовтня 1975, м. Київ, СРСР) — український хокеїст, захисник. 
Вихованець хокейної школи «Сокіл» (Київ). Виступав за «Сокіл» (Київ), ШВСМ (Київ), «Крижинка» (Київ), «Ірбіс» (Київ), «Беркут-Київ», «Нью-Мехіко Скорпіонс» (ЦХЛ), «Металургс» (Лієпая), «Црвена Звезда» (Белград), «Войводина» (Новий Сад), «Стяуа» (Бухарест), «Німан» (Гродно), АТЕК (Київ), «Шинник» (Бобруйськ), ХК «Брест».
У складі національної збірної України провів 23 матчі (3+2). У складі молодіжної збірної України учасник чемпіонатів світу 1994 (група B) і 1995.
Досягнення
- Чемпіон СЄХЛ (1998)
- Чемпіон України (1997, 1998, 2001, 2002, 2006, 2007, 2008).